# Carsten Linnemann

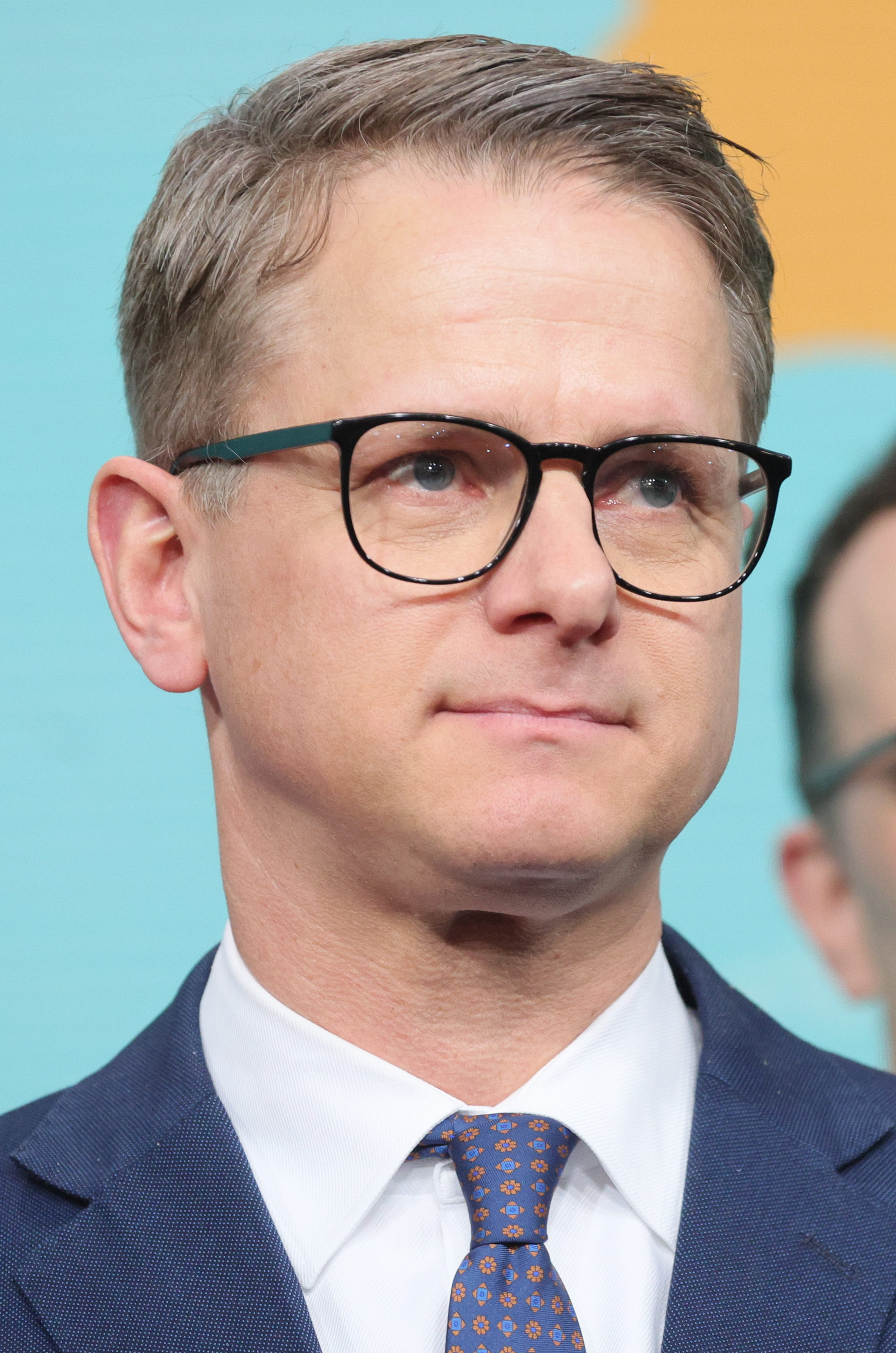
Carsten Linnemann, 2025

Carsten Christoffer Linnemann (* 10. August 1977 in Paderborn) ist ein deutscher Politiker (CDU). Seit dem 12. Juli 2023 ist er Generalsekretär der CDU.
Linnemann ist seit 2009 Mitglied des Deutschen Bundestages und gewann jeweils das Direktmandat im Wahlkreis Paderborn. Von 2018 bis 2022 war er stellvertretender Vorsitzender der CDU/CSU-Bundestagsfraktion. Seit 2013 gehört er dem Bundesvorstand der CDU an, 2022 wurde er stellvertretender Bundesvorsitzender. Er ist Vorsitzender der Grundsatzprogrammkommission seiner Partei, war ab Juli 2023 ihr kommissarischer Generalsekretär und ist seit Mai 2024 gewählter Generalsekretär. Seit dem 13. Mai 2025 ist er stellvertretender Fraktionsvorsitzender der CDU-Fraktion für die Themen Arbeit, Soziales, Arbeitnehmer, Sport und Ehrenamt.

## Leben

### Herkunft, Studium und Beruf
Carsten Linnemann wurde als Sohn von Buchhändlern geboren, die als Familienunternehmer von September 1977 bis Mai 2019 die Buchhandlung Linnemann in Paderborn führten. Sie war lange Zeit eine der zehn umsatzstärksten Buchhandlungen in Nordrhein-Westfalen. Er hat einen Bruder, der ebenfalls Buchhändler ist, und ist römisch-katholisch. Im Jahr 1997 erwarb er auf dem Reismann-Gymnasium in Paderborn die allgemeine Hochschulreife. Nach zehn Monaten Grundwehrdienst in Augustdorf verließ Linnemann 1998 die Bundeswehr als Obergefreiter. Von 1998 bis 1999 arbeitete er für ein Jahr in der Buchhandlung seiner Eltern in Paderborn. Im Anschluss studierte er Betriebswirtschaftslehre an der Fachhochschule der Wirtschaft in Paderborn und beendete das Studium 2002 als Dipl.-Betriebswirt (FH). Von 2002 bis 2006 promovierte Linnemann als Stipendiat der Konrad-Adenauer-Stiftung im Fach Volkswirtschaftslehre an der TU Chemnitz. Dort arbeitete er zudem als wissenschaftlicher Mitarbeiter und Lehrbeauftragter am Lehrstuhl für Makroökonomie. Mit seiner Dissertation zum Dr. rer. pol. war er einer von vier Gewinnern eines Nachwuchswettbewerbs des Bundesministeriums für Bildung und Forschung zum Thema „Export von Dienstleistungen“.
Im Anschluss an die Promotion war er für ein Jahr als Volkswirt bei der Deutschen Bank Research in Frankfurt am Main tätig. In dieser Zeit war er unter anderem Assistent bei Norbert Walter, dem damaligen Chefökonomen der Deutschen Bank. Im Jahr 2007 wechselte Linnemann zur Deutschen Industriebank (IKB) nach Düsseldorf. Bis zu seiner Abgeordnetentätigkeit im Bundestag arbeitete er dort als Volkswirt in den Bereichen Konjunktur und Mittelstand.

### Politischer Werdegang

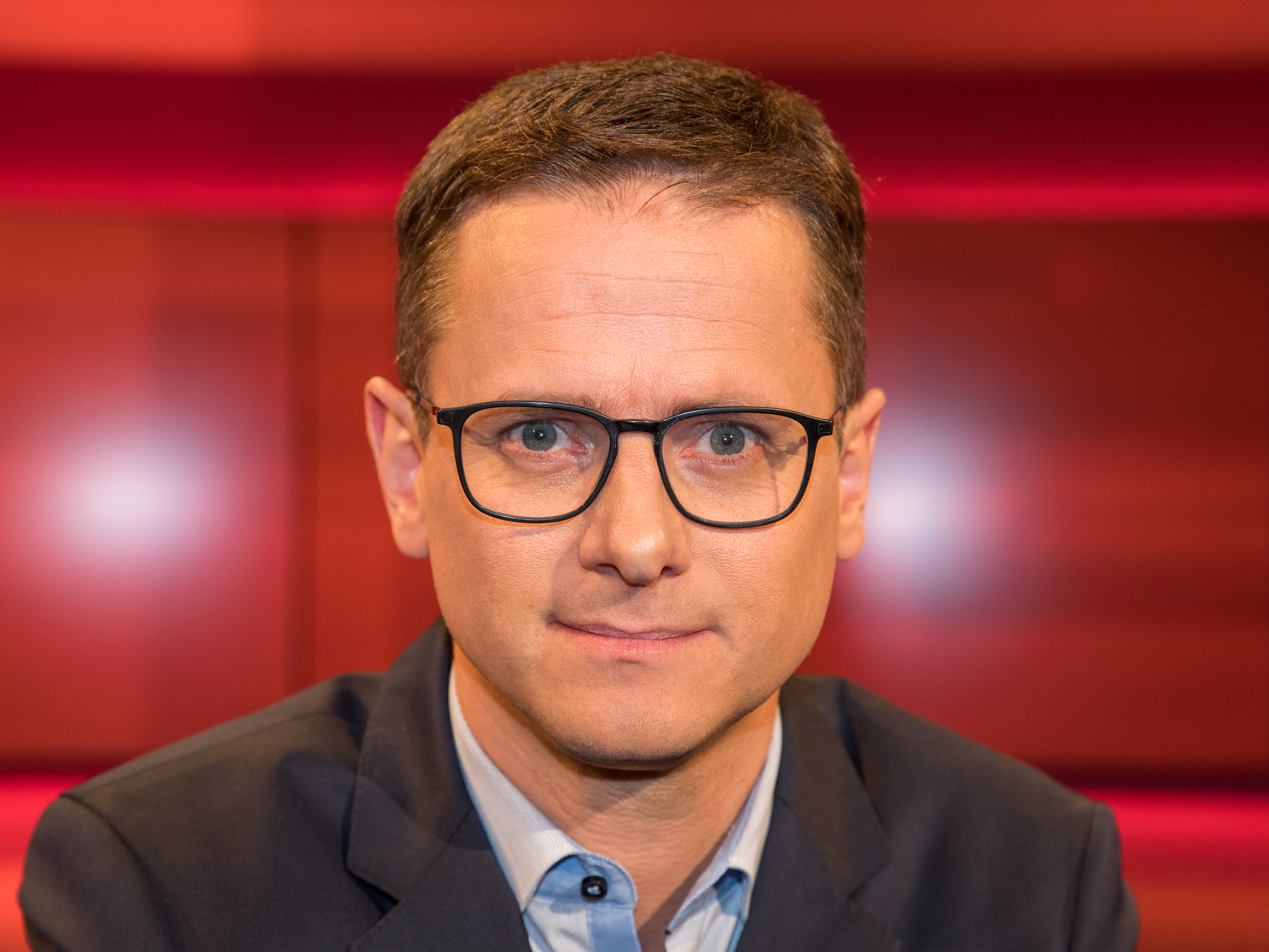
Carsten Linnemann, 2018

Von 1997 bis 2001 war Linnemann Vorsitzender der Jungen Union Egge, dem heimischen Gemeindeverband der Jungen Union im Kreis Paderborn. Von 2006 bis 2007 war er Stipendiat der Zukunftsakademie der CDU Nordrhein-Westfalen. Von 2004 bis 2008 war Linnemann Mitglied des Rates der Gemeinde Altenbeken im Kreis Paderborn. Im Jahr 2008 wurde er von der Mitgliederversammlung des CDU-Kreisverbandes Paderborn zum Bundestagskandidaten für den Wahlkreis 138 (Paderborn/Schloß Holte-Stukenbrock) nominiert. Einer der beiden Gegenkandidaten war der spätere NRW-Landtagsabgeordnete Daniel Sieveke (2010–2022).
Im 17. und 18. Deutschen Bundestag war Linnemann ordentliches Mitglied im Ausschuss für Arbeit und Soziales sowie stellvertretendes Mitglied im Finanzausschuss. Von 2009 bis 2013 war er stellvertretender Vorsitzender der Jungen Gruppe der CDU/CSU-Fraktion. Ferner gehört er dem Parlamentskreis Mittelstand (PKM) der CDU/CSU-Fraktion an und ist als Beisitzer Mitglied des PKM-Vorstandes, der eine mittelstandsfreundliche Wirtschaftspolitik anstrebt.
Linnemann ist seit 2009 Mitglied im Landesvorstand der Mittelstands- und Wirtschaftsunion (MIT) in Nordrhein-Westfalen. In den Bundesvorstand der MIT wurde er 2010 kooptiert, dort leitete er den Arbeitskreis „Arbeitsmarktreform“. Im November 2010 wurde er als Beisitzer in den Landesvorstand der CDU Nordrhein-Westfalen gewählt.
Am 11. Oktober 2013 wurde Linnemann Bundesvorsitzender der MIT. Er setzte sich mit hohem Stimmenergebnis gegen den ehemaligen Grünenpolitiker Oswald Metzger durch und wurde 2015 mit 98,7 Prozent der Stimmen gewählt, 2017 wurde er mit 99,7 Prozent und 2019 mit 98 Prozent im Amt bestätigt. 2021 trat er nach acht Jahren als Vorsitzender nicht erneut an.
Von März 2018 bis Dezember 2021 war Linnemann stellvertretender Vorsitzender der CDU/CSU-Bundestagsfraktion für die Bereiche Wirtschaft, Energie, Mittelstand und Tourismus.
Im 19. Deutschen Bundestag gehörte er als stellvertretendes Mitglied dem Ausschuss für Tourismus sowie dem Ausschuss für Wirtschaft und Energie an.
Auf dem Parteitag der CDU Deutschlands 2021 wurde Linnemann in den CDU-Bundesvorstand gewählt. Beim CDU-Bundesparteitag am 22. Januar 2022 wurde er zu einem von fünf stellvertretenden Bundesvorsitzenden der CDU gewählt. Zugleich wurde er zum Vorsitzenden der Programm- und Grundsatzkommission bestimmt. Er war damit für die inhaltliche Erneuerung der Partei und für die Erarbeitung eines neuen Grundsatzprogramms verantwortlich.
Linnemann ist Vertreter des Wirtschaftsflügels der Partei und pflegt enge Kontakte zum Berufs- und Lobbyverband Wirtschaftsrat der CDU.
Am 11. Juli 2023 wurde er durch den CDU-Vorsitzenden Friedrich Merz für das Amt des Generalsekretärs als Nachfolger für Mario Czaja nominiert, am 12. Juli 2023 vorgeschlagen und am selben Tag durch das CDU-Präsidium kommissarisch zum Generalsekretär gewählt. Am 6. Mai 2024 wurde er auf dem CDU-Parteitag in Berlin mit 91,4 Prozent formal ins Amt gewählt.
Im Rahmen der Koalitionsverhandlungen zwischen Union und SPD nach der Bundestagswahl 2025 galt Linnemann ursprünglich als sicherer Minister in einer von Friedrich Merz gebildeten Bundesregierung, mit den möglichen Ressorts Arbeit und Soziales oder Wirtschaft. Er gab aber am 15. April bekannt, keinen Kabinettsposten bekleiden und stattdessen Generalsekretär der CDU bleiben zu wollen. Seine Absage wurde vielfach als Signal der Unzufriedenheit mit dem ausgehandelten Koalitionsvertrag und „Misstrauensvotum“ gegen die schwarz-rote Regierung gewertet.

### Bundestagsmandat

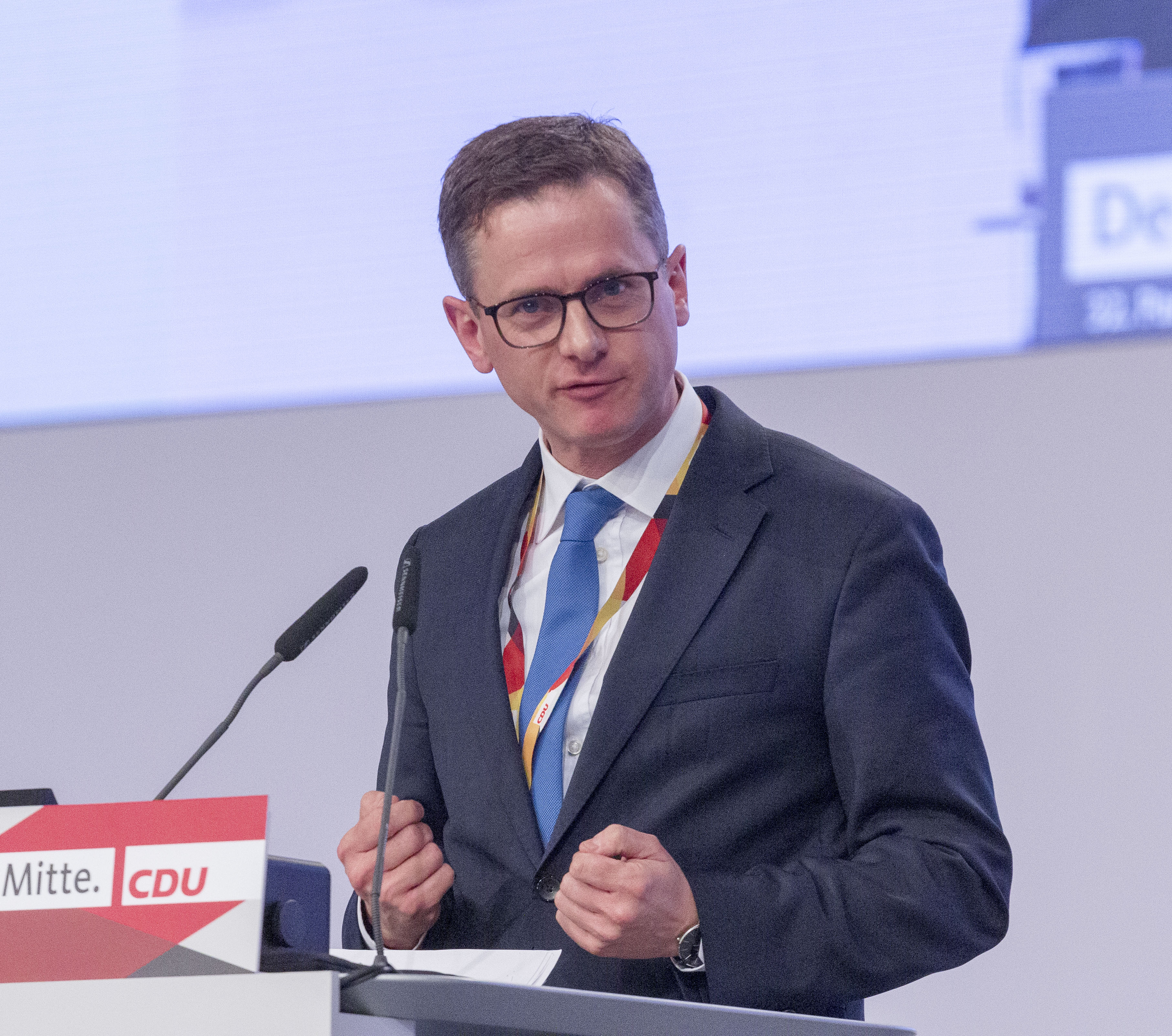
Carsten Linnemann, 2019

Bei der Bundestagswahl 2009 trat Linnemann erstmals als Bundestagskandidat der CDU im Wahlkreis Paderborn an und errang das Direktmandat mit 52,1 Prozent der Erststimmen. Es war das zweitbeste Erststimmenergebnis in Nordrhein-Westfalen. Er trat die Nachfolge von Gerhard Wächter an, der den Kreis Paderborn ab 2002 im Bundestag vertreten hatte.
Bei der Bundestagswahl 2013 konnte Linnemann seinen Erststimmenanteil im Wahlkreis auf 59,1 Prozent erhöhen und damit das beste Erststimmenergebnis in Nordrhein-Westfalen erzielen. 2017 gewann Linnemann das Direktmandat mit 53,3 Prozent der Stimmen. Damit erzielte er erneut das beste Erststimmenergebnis im Bundesland und das fünftbeste bundesweit.
Bei der Bundestagswahl 2021 wurde Linnemann von 47,9 Prozent der Wähler seines Wahlkreises direkt gewählt. Das entspricht erneut dem besten Erststimmenergebnis der Direktkandidaten aller Parteien im Bundesland Nordrhein-Westfalen und dem drittbesten bundesweit.
2025 erreichte Linnemann 45,5 Prozent der Stimmen, womit sich sein Ergebnis im Vergleich zu 2021 leicht verschlechterte.

### Mitgliedschaften und Engagement
Linnemann ist Mitglied der überparteilichen Europa-Union Deutschland, die sich für ein föderales Europa und den europäischen Einigungsprozess einsetzt und der Ludwig-Erhard-Stiftung.
Linnemann gründete 2010 die Stiftung „Lebenslauf“, mit der er sich für sozial benachteiligte Kinder und Jugendliche einsetzt. Durch die Vorbereitung und Teilnahme an Laufveranstaltungen soll deren Selbstwertgefühl gestärkt werden.
Seit 2016 ist er Kurator des Fraunhofer-Instituts für Entwurfstechnik Mechatronik an der Universität Paderborn. Von 2011 bis 2016 war er Beiratsmitglied des Kompetenzzentrums für Nachhaltige Energietechnik und von 2011 bis 2020 des Instituts für Leichtbau mit Hybridsystemen an der Universität Paderborn.
2014 wurde er in den Wirtschaftsrat des Fußball-Bundesligisten SC Paderborn 07 berufen. Von 2016 bis 2018 war er Mitglied des Aufsichtsrats. Seit 2018 ist er ehrenamtlicher Vizepräsident.
Seit 2022 engagiert er sich als Beiratsvorsitzender der Zukunftsinitiative „Neue Mobilität“ in Paderborn, die sich für ein klimaschonendes, nachhaltiges Mobilitäts-Ökosystem einsetzt.

## Positionen
Linnemann gehört innerhalb der Partei zum rechten Flügel. Er gilt als wirtschaftsliberal und gesellschaftspolitisch konservativ.

### Wirtschafts-, Finanz- und Sozialpolitik
Im Jahr 2009 stimmte Linnemann einer Reform des Wachstumsbeschleunigungsgesetzes der CDU/FDP-Bundesregierung zu, kritisierte die Senkung des Mehrwertsteuersatzes für Hotelübernachtungen von 19 auf 7 Prozent jedoch als „ohne Einschränkung Klientel-Politik“.
Seit der Ad-hoc-Hilfe für Griechenland votierte Linnemann in allen Abstimmungen zur Euro-Rettung mit Nein. Er setzt sich für eine Alternative zur Rettungsschirmstrategie in Form einer Insolvenzordnung für die Staaten der Eurozone ein. Neben Wolfgang Bosbach gilt er als einer der wohl bekanntesten Kritiker der Eurorettung innerhalb der CDU/CSU-Fraktion im Deutschen Bundestag.
Vor dem CDU-Parteitag 2014 in Köln forderte Linnemann, die kalte Progression noch in der laufenden Legislaturperiode abzubauen. Er erzielte eine Einigung mit der Parteispitze und erreichte, dass die CDU-geführte Bundesregierung 2015 den Beschluss fasste, die kalte Progression abzubauen und so die Steuerzahler um jährlich 1,4 Milliarden Euro zu entlasten. Im Dezember 2016 setzte Linnemann einen CDU-Parteitagsbeschluss durch, wonach Steuererhöhungen nach der Bundestagswahl 2017 grundsätzlich ausgeschlossen werden. Zudem brachte er im Leitantrag zum CDU-Parteitag seine Forderung unter, ein Drittel der zukünftigen Steuermehreinnahmen für Steuersenkungen zu verwenden. Auf dem CDU-Parteitag im Dezember 2018 setzte Linnemann zwei Beschlüsse zum vollständigen Abbau des Solidaritätszuschlages bis 2021 und zur Abschaffung der doppelten Beiträge auf Betriebsrenten durch.
Linnemann war in der CDU/CSU-Fraktion maßgeblich an der Wiedereinführung der Meisterpflicht in zwölf Handwerksberufen beteiligt. Die Abschaffung der Meisterpflicht im Jahr 2004 bezeichnete er als Fehler. Sowohl Qualität als auch Ausbildungsleistung hätten stark gelitten.
Im August 2018 stieß er gemeinsam mit anderen CDU-Politikern eine Debatte um gesellschaftliches Engagement und Sozialkompetenz junger Schulabgänger an. Linnemann sprach sich für ein „Gesellschaftsjahr“ aus, in dem Schulabgänger selbst entscheiden können, ob sie dieses in einer sozialen Einrichtung, im Ausland oder in der Bundeswehr absolvieren.
Linnemann ist ein Initiator und Unterstützer der „Flexi-Rente“. Demnach sollen nach einem gemeinsamen Entschließungsantrag von CDU und SPD flexible Übergänge in den Ruhestand gewährleistet werden. Angestrebt wird Hürden abzubauen, damit mehr rentenberechtigte Arbeiter in Arbeit verbleiben, statt in den Ruhestand zu wechseln. Ziel ist die Ermöglichung eines beliebig langen Anschlussvertrages für den Arbeitnehmer nach Rentenalter ohne Kündigungsschutz und mit möglicher Befreiung von Sozialabgaben. Im Fokus stehen dabei insbesondere Änderungen im Arbeits- und Sozialrecht. Wesentliche Teile des Konzepts wurden bereits im RV-Leistungsverbesserungsgesetz umgesetzt. Seit 1. Juli 2014 können Arbeitnehmer und Arbeitgeber in solch einem Anschlussvertrag den mit Erreichen der Regelaltersgrenze auslaufenden Arbeitsvertrag – auch wiederholt – verlängern. Am 8. Dezember 2016 wurde das Flexirentengesetz verkündet (BGBl. I S. 2838).
Im Oktober 2022 sagte Linnemann, dass die Menschen sich in der Coronakrise bis weit in die Mittelschicht daran gewöhnt hätten, dass die Politik alle Probleme abfedere. Mit diesem Argument sprach er sich gegen eine Gaspreisbremse aus, wenn diese eine Form der Sozialpolitik sei, welche Geld mit der Gießkanne verteile. Linnemann sprach sich für eine Sparpolitik aus und forderte eine „Sozialstaatsbremse“, die die Sozialausgaben etwa bei 30 Prozent des Sozialproduktes deckele.
Linnemann sprach sich im März 2022 für eine kurzfristige Senkung der Mehrwertsteuer auf 7 % oder weniger aus, aufgrund der Belastungen durch den Ukraine-Krieg.
Im Mai 2023 forderte Linnemann eine „Debatte über die Erwerbspflicht“ in „Bereichen, wo der Staat Autorität auch zeigen muss“. Jeder, der vom Staat Geld erhalte, müsse auch arbeiten. Linnemann beklagte ferner eine „Teilarbeitszeitgesellschaft“. Unternehmen warf er vor, ihn anzurufen und nach Fördertöpfen zu fragen. Der Staat würde wahrgenommen „wie eine Amazon-Plattform“, wo man alles bestellen könne. Die Eigenverantwortung würde „volle Pulle vor die Hunde“ gehen.
Im Jahr 2023 schlug Linnemann die Einführung einer „Aktivrente“ vor: Wer das gesetzliche Rentenalter erreicht hat, aber freiwillig weiterarbeiten möchte, soll sein Gehalt bis zu einem Freibetrag von 2.000 Euro steuerfrei ausgezahlt bekommen. Entrichtet werden müssten nur noch die Sozialabgaben. Aus seiner Sicht würden davon alle Seiten profitieren: „Der Rentner erhält mehr Geld, der Arbeitgeber erfahrene Fachkräfte und der Staat mehr Kaufkraft.“ Während der Steuerrechtler Gregor Kirchhof diese Auffassung teilte und eine „Vereinfachung des Steuerrechts“ bescheinigte, kritisierten Politiker der SPD, Grüne und FDP den Vorschlag als ungeeignet, den Fachkräftemangel wirksam zu bekämpfen.
Linnemann sprach sich bereits im Sommer 2023 dafür aus, Überstunden steuerlich zu begünstigen. Wer mehr als 40 Stunden pro Woche arbeite, solle ihm zufolge auf Überstunden keine Steuern mehr zahlen müssen.

### Integration
Gemeinsam mit Julia Klöckner, Jens Spahn und weiteren CDU-Bundesvorstandsmitgliedern machte sich Linnemann 2017 für ein Islamgesetz stark, das die Rechte und Pflichten der in Deutschland lebenden Muslime regeln soll. Er forderte die Einführung eines Registers, das Auskunft über die Träger und die Finanzierung von Moscheen in Deutschland gibt, sowie ein Verbot der vollständigen Auslandsfinanzierung von Moscheen.
Im August 2019 sprach sich Linnemann für eine Vorschulpflicht für Kinder aus, die über mangelnde Deutschkenntnisse verfügen. Wörtlich sagte er: „Ein Kind, das kaum Deutsch spricht und versteht, hat auf einer Grundschule noch nichts zu suchen. Hier muss eine Vorschulpflicht greifen, notfalls muss seine Einschulung auch zurückgestellt werden. Das kostet Geld, aber fehlende Integration und unzureichende Bildung sind am Ende viel teurer.“
Ende 2024 forderte Linnemann, Ausländern bei der zweiten vorsätzlichen Straftat das Aufenthaltsrecht zwingend zu entziehen. Dies solle auch für kleinere Vergehen wie Diebstahl oder Schwarzfahren gelten. Laut der Menschenrechtsorganisation Pro Asyl würde der Vorstoß eindeutig gegen internationales Recht verstoßen.

### Innere Sicherheit und Justiz
Wenige Tage nach seiner Ernennung zum Generalsekretär der CDU brachte sich Linnemann durch den Vorschlag ins Gespräch, sogenannte Klimakleber sowie die Beschuldigten bei Schwimmbadkrawallen in Schnellverfahren abzuurteilen, sodass sie „noch am selben Tag […] vor dem Richter stehen“. Während die Gewerkschaft der Polizei den Vorschlag unterstützte, beurteilten die Juristen Stefan Rath und Thomas Fischer ihn als nicht durchführbar.
Nach dem Anschlag auf den Magdeburger Weihnachtsmarkt beklagte Linnemann am 30. Dezember 2024 in einem Interview mit dem Deutschlandfunk, dass es keine Raster für psychisch kranke Gewalttäter gäbe, und forderte für die Zukunft Register nicht nur für Rechtsextremisten und Islamisten, sondern auch für „psychisch kranke“ Gewalttäter. Die Forderung Linnemanns erfuhr durch Verbände und Betroffene, u. a. durch die Deutsche Depressionsliga, heftige Kritik. Am 4. Januar 2025 forderte Linnemann dann im Focus die Einführung einer Kategorie namens „Gefährder mit gemischter und instabiler Motivation“ und berief sich dabei auf Peter R. Neumann. Nach dem Messerangriff in Aschaffenburg 2025, bei dem erneut die psychische Erkrankung des Tatverdächtigen diskutiert worden war, schlossen sich weitere Politiker wie Ulrich Mäurer (SPD) Linnemanns Forderung nach einem „Frühwarnsystem“ an.

### Klimapolitik
Die Journalistinnen Susanne Götze und Annika Joeres führen an, eine Gruppe von drei CDU-Politikern bestehend aus Linnemann, Thomas Bareiß und Joachim Pfeiffer werde bundestagsintern als „Bermudadreieck der Energiewende“ bezeichnet, das jeden (klimapolitischen) Fortschritt schlucke. Linnemann setzt sich für einen länder- und sektorübergreifenden EU-Emissionshandel mit einem den Klimazielen entsprechenden CO2-Deckel ein. Ziel sei es, CO2 einen Preis zu geben.
Er befürwortet die 1000-Meter-Abstandsregel für Windräder, statt der EEG-Finanzierung hätte er sich eine „Anschubfinanzierung“ gewünscht.

### Nebeneinkünfte von Abgeordneten
Linnemann spricht sich dafür aus, dass Bundestagsabgeordnete keine neuen, vergüteten Aufsichtsratsmandate und keine Redehonorare annehmen dürfen. Er selbst bezieht eigenen Angaben zufolge keine Einkünfte aus Nebentätigkeiten und spendet sämtliche Honorare der Stiftung „Lebenslauf“.

## Auszeichnungen
2019 erhielt Linnemann den Wilhelm-Weber-Preis, da er „als Impulsgeber für das aktuelle Grundsatzprogramms der Mittelstands- und Wirtschaftsvereinigung der CDU“ fungiert habe. Im Grundsatzprogramm habe er „das Streben nach Selbstbestimmung und Eigenverantwortung nebst der Entfaltung der individuellen Fähigkeiten“ als Prinzipien verankert. Thomas Kufen (CDU) hielt die Laudatio. In seiner Rede forderte Linnemann „einen Aufbruch der Gesellschaft wieder hin zu mehr Eigeninitiative. Den rauen Wind des Wettbewerbs halte man hierzulande nur schwerlich aus“.

## Veröffentlichungen

### Bücher
- „Die ticken doch nicht richtig!“: Warum Politik neu denken muss. Herder, Freiburg 2022, ISBN 978-3-451-39087-6.
- Herausgegeben von Linnemann und Winfried Bausback: Der politische Islam gehört nicht zu Deutschland. Herder, Freiburg 2019, ISBN 978-3-451-38351-9.
- Die machen eh, was sie wollen: Wut, Frust, Unbehagen – Politik muss besser werden, Herder, Freiburg 2017, ISBN 978-3-451-37687-0.
- Liberalisierung des grenzüberschreitenden Straßengüterverkehrs vor dem Hintergrund der Welthandelsordnung (WTO/GATS). Nomos, Baden-Baden 2007, ISBN 978-3-8329-2329-7.

### Rezeption
Die Süddeutsche Zeitung schrieb 2022, dass Linnemann „oftmals als kalt und neoliberal wahrgenommen“ werde, er artikuliere „seine Meinung schon immer klar und deutlich“. Ein „Ausdruck davon“ sei sein Buch Die machen eh, was sie wollen von 2017. In seinem Buch „Die ticken doch nicht richtig!“ aus dem Jahr 2022 assoziiere Linnemann die Wahlniederlage der CDU bei der Bundestagswahl 2021 mit Angela Merkel, während der Autor weder Friedrich Merz noch Markus Söder erwähne. Robert Probst von der Süddeutschen Zeitung kommentiert, dass „man [damit] wieder beim Thema Glaubwürdigkeit angekommen wäre ...“. Linnemann beklagt die aus seiner Sicht verkrusteten Strukturen in Deutschland und die Zustände in der Politik und auch seiner Partei. Ferner legt Linnemann 15 Ideen für Abhilfe vor. In Deutschland müsse man mehr ausprobieren und einfach machen. Dass dies zu wenig geschehe, liegt seiner Meinung nach an einem „überbordende[n] Staatsapparat“. Es bedürfe Pilotregionen, in denen „Vorschriften beherzt aufgehoben“ werden. Die Frankfurter Allgemeine Zeitung charakterisierte 2023 Linnemanns Bücher als „Populistenbücher“, „deren Titel jene interessieren müssten, die gern gegen ‚die da oben‘ wettern und nach der AfD schielen“. Der Vorsitzende des Beamtenbunds Ulrich Silberbach kritisierte Linnemann 2022 für sein Buch „Die ticken doch nicht richtig!“ und kommentierte, dass die Krisen der letzten Jahre gelehrt hätten, „dass wir den öffentlichen Dienst stärken müssen, nicht demolieren“. Es gebe zwar große Probleme in Deutschland, wie Fachkräftemangel, Überalterung und einen „Verfall der öffentlichen Infrastruktur“, doch „[a]lles, was diesen ‚Reformern‘ einfällt, ist Lehrer-Entbeamtung und Stellenabbau“.

### Aufsätze
- Der Staat ist Schiedsrichter und kein Mitspieler. In: P. Ziemiak (Hrsg.): Die Zukunftsmacher: Deutschland 2029 / 40 kluge Köpfe unter 40 und wohin sie unser Land führen wollen. Econ, Berlin 2017, ISBN 978-3-430-20248-0.
- Die Flexi-Rente: Alter neu denken. In: Thomas Köster (Hrsg.): Zukunftsfeste Rente: Neue Impulse für die Alterssicherung. Herder, Freiburg 2016, ISBN 978-3-451-37706-8.
- Digitaler Aufbruch des deutschen Mittelstandes. In: A. Bode, M. Pätzold (Hrsg.): Wirtschaftswunder 4.0: Wie Unternehmen und Politik den Weg ins digitale Zeitalter meistern. Herder, Freiburg 2016, ISBN 978-3-451-37687-0.
- Kein Wirtschaftswunder. In: J. Spahn (Hrsg.): Ins Offene: Deutschland, Europa und die Flüchtlinge. Herder, Freiburg 2015, ISBN 978-3-451-34997-3.
- Mit G. Kann: Mittelstandsfinanzierung nach der Krise. Düsseldorf 2009.
- Mit G. Kann: Deutschlands Mittelstand – Fit für die Zukunft. Düsseldorf 2008.
- Mit B. Böttcher: Erfolgsmodell Mittelstand – Fakten und Irrtümer. In: Finanzbetrieb. 2/2008.
- Deutscher Mittelstand vom Aussterben bedroht? Frankfurt 2007.
- Liberalisierung des grenzüberschreitenden Straßengüterverkehrs vor dem Hintergrund der Welthandelsorganisation (WTO/GATS). Baden-Baden 2006.
- Hrsg. mit J. Bucher, H. Hoeschen: Paderborner Impulse. Paderborn 2004.